# Peter Hewitt Hare
Peter Hewitt Hare (* 12. März 1935 in New York City; † 3. Januar 2008 ebenda) war ein US-amerikanischer Philosoph, zu dessen Arbeitsgebieten der amerikanische Pragmatismus gehörte, insbesondere auch die Werke von Dewey, Mead und Peirce.

## Leben
Hare erwarb seinen Doktor in Philosophie (Ph.D.) an der Columbia University. Er lehrte von 1962 bis 2001 an der State University of New York in Buffalo, 1971 als ordentlicher Professor. Bis 2008 war er zuletzt dort Distinguished Professor Emeritus für Philosophy. In Buffalo war Hare 1990 auch Mitglied des Zentrums für Kognitionswissenschaften und 1994 des ersten internationalen Sommer-Instituts für Kognitionswissenschaften. 1966 und 1968 hatte er Stipendien für Projekte über G. H. Mead und C. J. Ducasse inne.
Hare war Dekan der Fakultät in den Jahren 1971 bis 1975 und 1985 bis 1994. Er war seit 1974 einer der Hauptherausgeber der Zeitschrift Transactions of the Charles S. Peirce Society, außerdem Mitherausgeber des American Philosophical Quarterly (1978–87), des Journal of Speculative Philosophy (1985–2008) und der Buchreihe Frontiers of Philosophy Series bei Prometheus Books (1986–2008). Hare war unter anderem Mitglied im Center for Process Studies und der Santayana Society und hatte verschiedene Funktionen in der American Philosophical Association, Eastern Division inne und war Vorsitzender zahlreicher philosophischer Gesellschaften, darunter 2006 der William James Society und der Society for the Advancement of American Philosophy von 1988 bis 1990. Durch letztere wurde er auch im März 1996 mit deren höchster Ehrung, dem Herbert W. Schneider Award, ausgezeichnet, für „herausragende Beiträge zum Verständnis und der Entwicklung amerikanischer Philosophie“. Außerdem erhielt er Preise des National Endowment for the Humanities (1968 bis 1969 als Nachwuchsforscher, 1987 für eine Konferenz zur historischen Philosophie, 1990 für eine Konferenz über Rezeption amerikanischer philosophischer Traditionen in anderen Ländern). 

## Familie
Hare war zweimal verheiratet. Seine erste Frau, Daphne Joan Kean (* 1937), eine Ärztin, starb bereits 1995, seine zweite Frau ist die Dichterin und Literaturkritikerin Susan Howe (* 1937). Hare hinterlässt Sohn Clare und die Tochter Gwendolyn Meigs.

## Werke
- G. H. Mead’s Metaphysics of Sociality. Dissertation, Columbia University (Betreuer: Justus Buchler, Arthur Danto, John H. Randall, Jr., David Sidorsky)
- mit Edward H. Madden: Evil and the Concept of God. Springfield, Ill.: Charles C. Thomas 1968
- mit Edward H. Madden: Causing, Perceiving and Believing: An Examination of the Philosophy of C. J. Ducasse. Dordrecht, Holland: D. Reidel 1975.
- A Woman’s Quest for Science: Porträt of Anthropologist Elsie Clews Parsons. Buffalo: Prometheus Books 1985.
- Peter Hare, Michel Weber, James K. Swindler, Oana-Maria Pastae, Cerasel Cuteanu (eds.), International Perspectives on Pragmatism, Newcastle upon Tyne, Cambridge Scholars Publishing, 2009

| Personendaten    | Personendaten               |
| ---------------- | --------------------------- |
| NAME             | Hare, Peter Hewitt          |
| KURZBESCHREIBUNG | US-amerikanischer Philosoph |
| GEBURTSDATUM     | 12. März 1935               |
| GEBURTSORT       | New York City, USA          |
| STERBEDATUM      | 3. Januar 2008              |
| STERBEORT        | New York City, USA          |